# Kadence (musik)
|  | Artiklen Kadence drejer sig om anvendelsen af udtrykket inden for militæret. |
Kadence (tidligere også cadence,
fr. cadence fra it. cadenza, af lat. cadere "falde") er i musikken en betegnelse for "fald": en afslutning,
slutnings-formel eller toneslutning, og det betegner oprindelig enhver
tone- eller akkordforbindelse, der medfører en følelse
af afslutning, af falden til ro i tonearten,
altså navnlig de afsluttende harmoniskridt fra
dominant eller subdominant til den toniske
treklang (helkadence, henholdsvis autentisk,D-T,
og plagalisk eller plagal ,S-T, kadence) og fra tonika til dominant
(halvkadence eller halvslutning);
Ved skuffende kadence (ty.
Trugschluss, fr. cadence rompue, it.
cadenza d'inganno) forstås en sådan, ved
hvilken dominantakkorden opløses i en anden
akkord end den naturligt ventede slutningsakkord.

Kadence danner således ikke alene afslutning på et
tonestykke som helhed, men forekommer
også ved slutningen af hoveddelene, af perioderne og
deres underafdelinger.
|                           |
| Forskellige helslutninger |

Ordets anden betydning
Ordet kadence har imidlertid i årenes løb fået
en anden betydning – og det er vel nærmest den,
der i daglig tale og uden for den rent faglige
terminologi er den mest almindelige – idet man ved
kadence forstår den, oprindelig improviserede, bravursats,
hvormed den udøvende kunstner i koncerter
med orkester, sonater osv. udfyldte den af
komponisten, til dette øjemed umiddelbart før
slutningen anbragte fermat, .
Indtil
udgangen af 18. århundrede indskød kunstneren,
medens det ledsagende orkester holdt pause, mere
eller mindre bravurmæssige, frie improvisationer
over temaer af det pågældende værk. Beethoven
foretrak selv at foreskrive kunstneren hvad
han skulle spille på dette sted og skrev
særskilte "kadencer" til sine første koncerter; i hans
Es-dur-koncert indføjede han endog på forhånd
en sådan som organisk del af selve værket.
Ikke desto mindre foretrækker pianister dog ofte at indskyde kadencer af egen
eller andres komposition;
Ignaz Moscheles, Carl Reinecke og flere har udgivet sådanne kadencer.
I Schumanns klaverkoncert og andre nyere
kompositioner udgør kadencen en integrerende del af selve
værket.